# Teorema della funzione aperta (analisi complessa)
In analisi complessa, il teorema della funzione aperta afferma che se U è un sottoinsieme aperto e connesso del piano complesso C e f : U → C è una funzione olomorfa non costante, allora f è una funzione aperta (cioè manda sottoinsiemi aperti di U in sottoinsiemi aperti di C).
L'enunciato mette in evidenza la profonda differenza tra il concetto di derivabilità nel campo complesso (olomorfia) e quello di differenziabilità per le funzioni reali. Sulla retta reale, ad esempio, la funzione f(x) = x2 è derivabile ovunque (infinite volte) ma non è una funzione aperta, dal momento che l'immagine dell'intervallo aperto (−1, 1) è l'intervallo semiaperto [0, 1). 
Il teorema, ad esempio, implica che una funzione olomorfa non costante non può trasformare un disco aperto in una porzione di una qualsiasi linea immersa nel piano complesso. Se f : U → C è una funzione olomorfa (dove U è un insieme definito come nell'enunciato), allora la dimensione reale dell'immagine f(U) (intesa considerando la struttura dello spazio R2, soggiacente a C) può essere zero (se f è costante) o due (per f non costante), ma non può avere mai dimensione 1.

## Dimostrazione

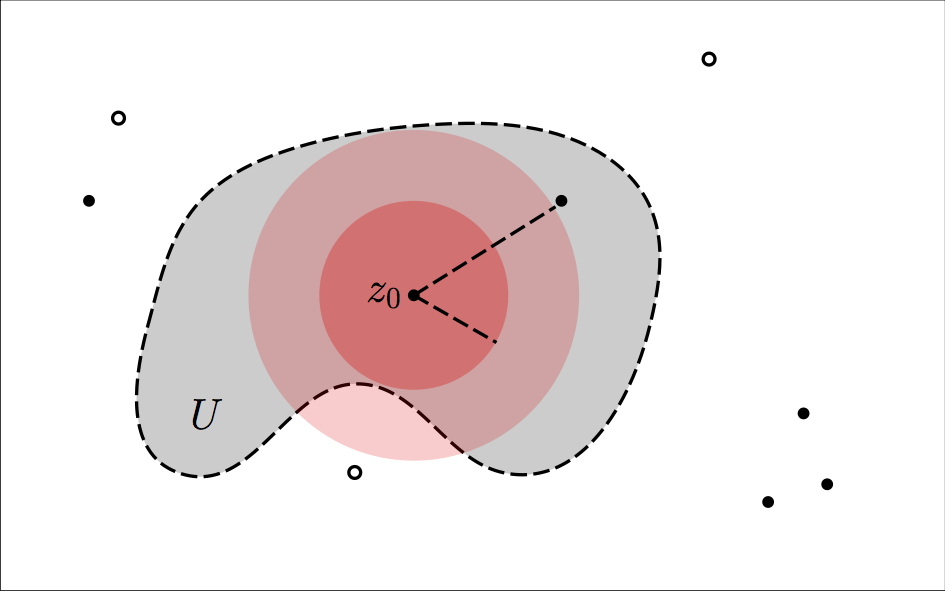
I punti neri rappresentano zeri di g(z). La frontiera dell'aperto U è la linea tratteggiata. Gli anelli neri rappresentano poli della funzione (tutti esterni all'insieme aperto). Il cerchio rosso più piccolo, centrato su z_{0}, è l'insieme B di cui si serve la dimostrazione.

Si assuma che f : U → C sia una funzione olomorfa non costante, dove U è un insieme aperto e connesso del piano complesso (un insieme siffatto è spesso chiamato un dominio, oppure una regione). Bisogna mostrare che ogni punto dell'immagine f(U) è un punto interno di f(U), il che equivale a dire che ogni punto di f(U) ha un intorno (disco aperto) incluso in f(U).
Si consideri un arbitrario w0 in f(U). Allora esiste (almeno) un punto z0 in U tale che w0 = f(z0). Siccome U è aperto, è possibile trovare un d > 0 tale che il disco chiuso B centrato in z0 e con raggio d sia tutto contenuto in U. Si consideri la funzione g(z) = f(z)−w0. Si noti che essa si annulla in z0 (cioè z0 è una a radice della funzione). 
È evidente che g(z) è anch'essa olomorfa e non costante. Inoltre, le sue radici sono punti isolati (per via del principio di identità delle funzioni olomorfe). Di conseguenza, diminuendo opportunamente il raggio d del disco immagine, si può assumere che g(z) abbia una sola radice in B (sebbene questa radice singola possa avere molteplicità superiore a 1).
La frontiera di B è un cerchio, quindi un insieme compatto. Su di esso, |g(z)| è una funzione continua e positiva, così che il teorema di Weierstrass garantisce l'esistenza di un minimo positivo m: detto in altri termini, m è il minimo di |g(z)| per z appartenente alla frontiera di B e m > 0. 
Si denoti con D il disco aperto w0 con raggio m. Per il teorema di Rouché, la funzione g(z) = f(z)−w0 avrà lo stesso numero di radici (contate con la loro molteplicità) in B di h(z):=f(z)−w1 per ogni w1' in D. Questo perché 
h(z) = g(z) + (w0 - w1) e, per z sulla frontiera di B, |g(z)| ≥ m > |w0 - w1|. Così, per ogni w1 in D, esiste almeno un z1 in B tale che f(z1) = w1. Questo significa che il disco D è contenuto in f(B). 
L'immagine della palla B, f(B) è un sottoinsieme dell'immagine di U, f(U). Quindi w0 è un punto interno di f(U). Siccome w0 era un punto arbitrario di f(U), se ne deduce che f(U) è aperto. Essendo U arbitrario, la funzione f è aperta.

## Applicazioni
- Teorema del massimo modulo
- Teorema di Rouché
- Lemma di Schwarz